# Șofronea
Șofronea (Hongaars: Sofronya) is een Roemeense gemeente in het district Arad.
Șofronea telt 2743 inwoners.
De gemeente bestaat uit twee kernen;
- Sânpaul (Szentpál)
- Șofronea (Sofronya)

## Bevolkingssamenstelling
De gemeente is één van de Hongaarse enclaves in het district, in Sânpaul vormen de Hongaren de meerderheid, in de hoofdkern een aanzienlijke minderheid. In 2011 waren dit de resultaten van de volkstelling:
- Şofronea /	Sofronya 	1 880  inwoners, waarvan	344 Hongaren	18,9%
- Sânpaul /	Szentpálpuszta 	695 inwoners, waarvan	492 Hongaren	73,2%

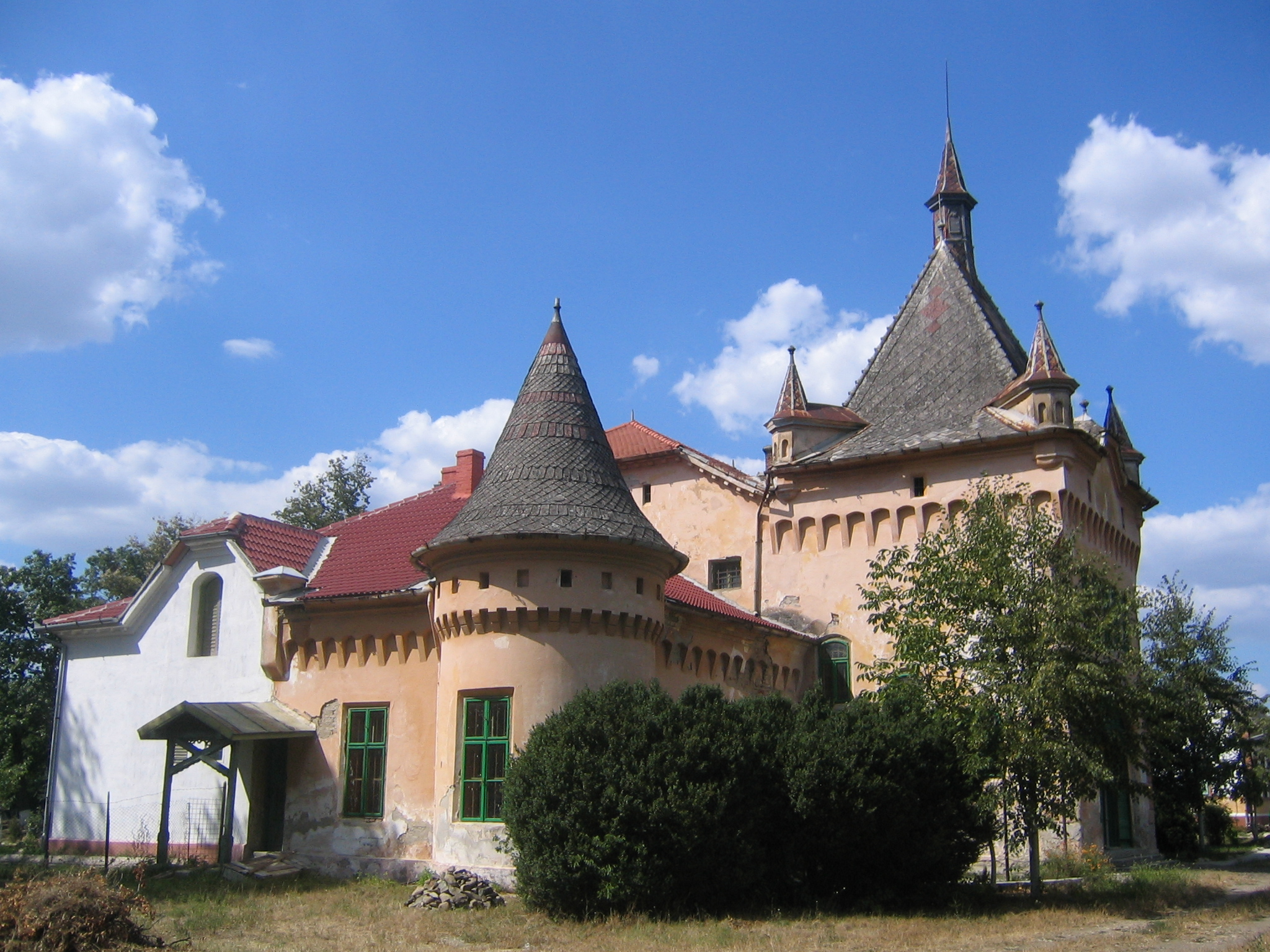
Moneasa